# Lucrezia Donati

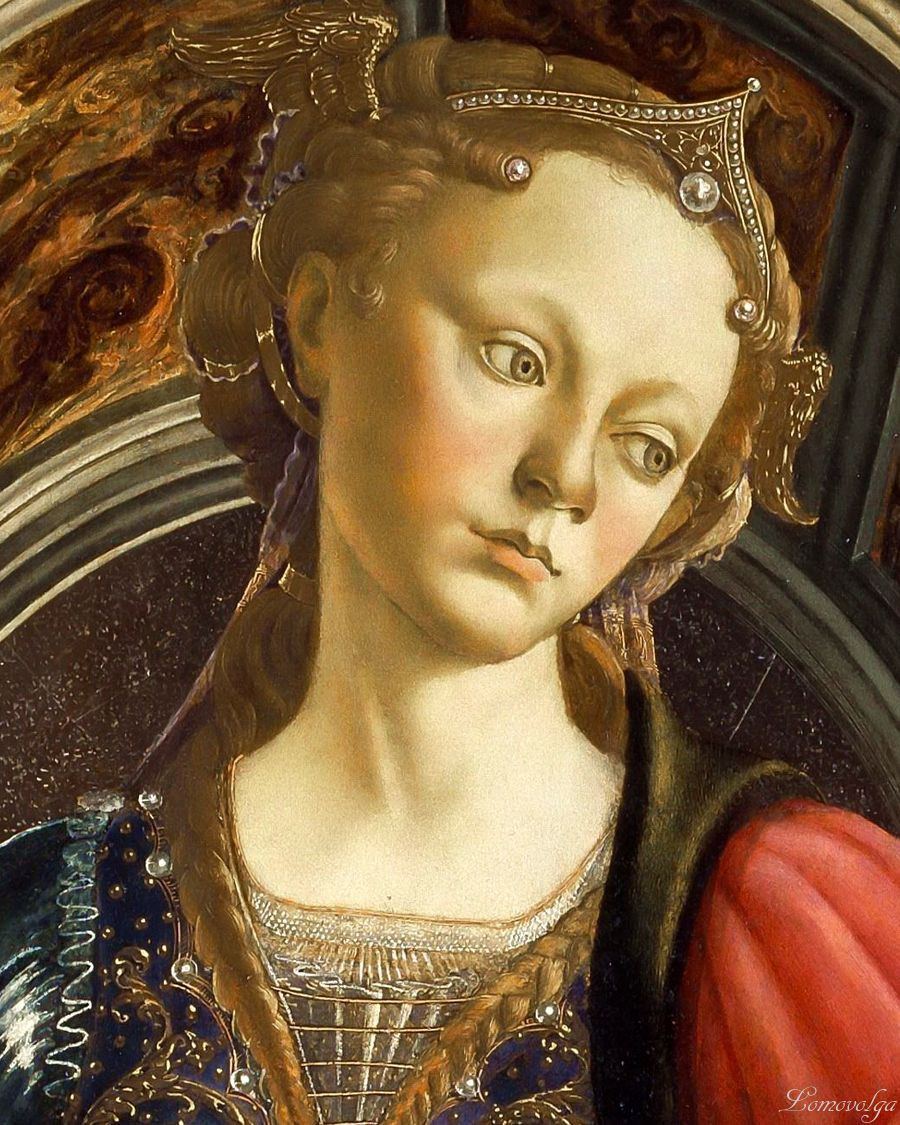
Detail des Gemäldes Fortezza (Tapferkeit) von Sandro Botticelli. Es wird vermutet, dass das Gemälde von Lucrezia inspiriert wurde.

Lucrezia Donati (* 1447 in Florenz; † 1501 ebenda) war eine italienische Adelige und platonische Liebe von Lorenzo de’ Medici (1449–1492), dem Stadtherren von Florenz.

## Leben

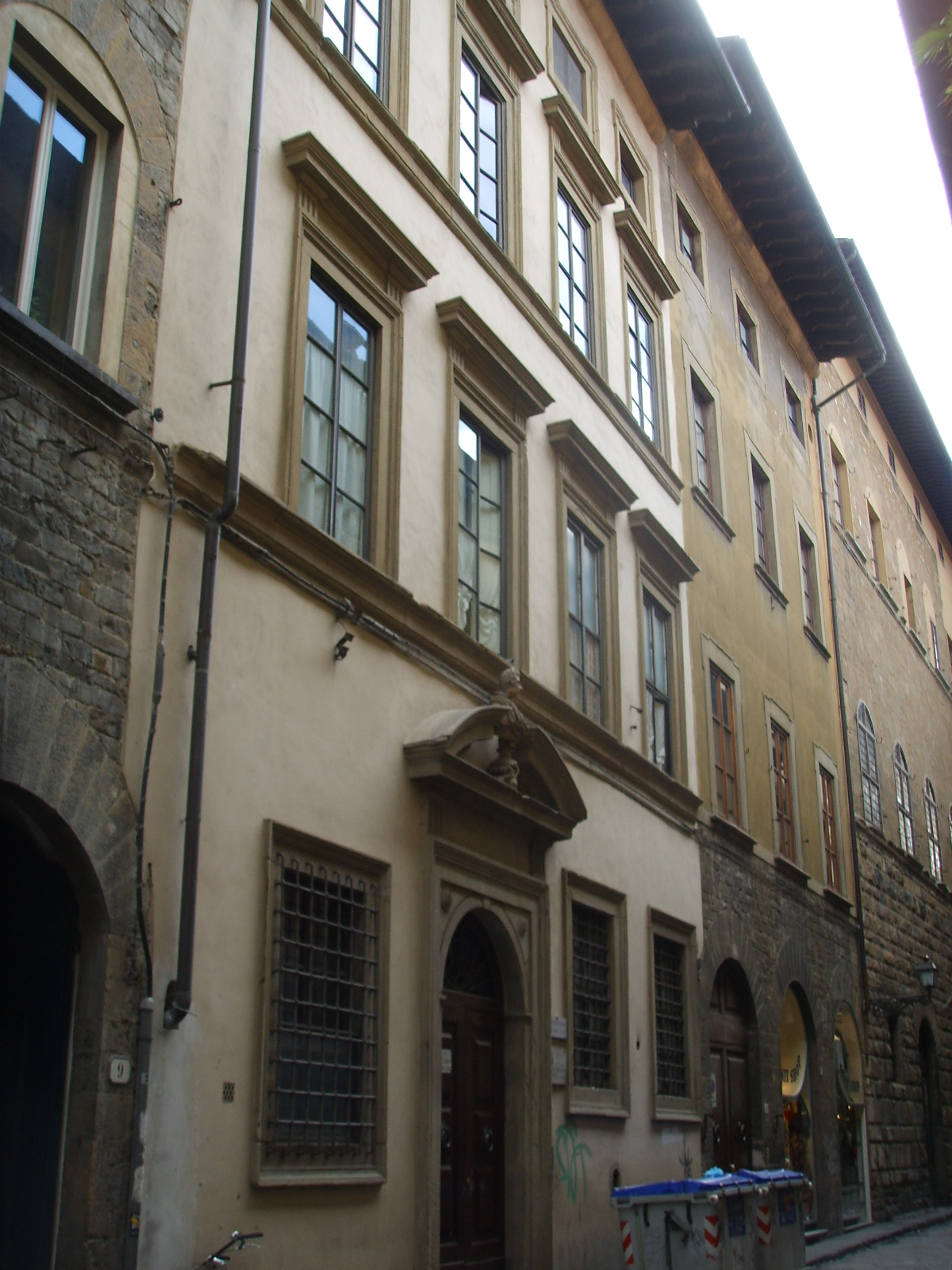
Palazzo Donati in Florenz

Lucrezia Donati stammte aus der Patrizierfamilie Donati, die vor allem im 13. Jahrhundert große politische Bedeutung für den Stadtstaat Florenz innehatte. Sie war die jüngste Tochter von Manno Donati und seiner zweiten Frau Caterina Bardi. Da Lucrezias Vater aufgrund seiner wirtschaftlichen Lage bis zu ihrem elften Lebensjahr noch keine Mitgift für sie aussetzen konnte, verminderten sich ihre Heiratschancen. 1462 wurde jedoch ein Heiratsvertrag zwischen Manno Donati und dem Kaufmann Niccolò Ardinghelli geschlossen. Für Ardinghelli war es schwierig, in seiner Heimatstadt Florenz eine Frau zu finden, weil er in der Verbannung lebte. Nach dem Vertragsschluss verließ er Italien und kehrte erst 1465 zurück, um Lucrezia zu heiraten. Sein Bann wurde 1466 aufgehoben, sodass er sich anschließend häufiger in Florenz aufhielt, aber weiterhin häufig geschäftlich in den Orient reiste. Das Paar bekam einen Sohn, Piero. Lucrezias Ehemann starb 1496 im Exil. Lucrezia Donati starb fünf Jahre später und wurde in der Kapelle der Familie Ardinghelli in der Pfarrkirche Santa Trinita in Florenz beigesetzt.
Bekannt wurde Lucrezia Donati, die als eines der schönsten Mädchen von Florenz galt, weil sich Lorenzo de’ Medici Anfang der 1460er Jahre in sie verliebte. Da Lucrezia jedoch bereits vergeben war, kam eine Heirat nicht in Frage und die Beziehung blieb platonisch. Lucrezia war jedoch Lorenzos Muse. Er widmete ihr viele Liebesverse, verfasst im Stil des Dolce stil novo des 13. und 14. Jahrhunderts, die er in einem Canzoniere (Liederbuch) zusammenstellte. Auch nach ihrer Hochzeit machte Lorenzo ihr weiter den Hof. Während des Karnevals 1466 und 1467 richtete er jeweils einen großen Ball für sie aus. 1469 trug er kurz nach seiner Hochzeit mit Clarice Orsini (1453–1488) bei einem öffentlichen Turnier einen Veilchenkranz, den ihm Lucrezia drei Jahre zuvor als Zeichen ihrer Liebe geflochten hatte, an seinem Helm.

## Darstellung in der Kunst

### Bildende Kunst

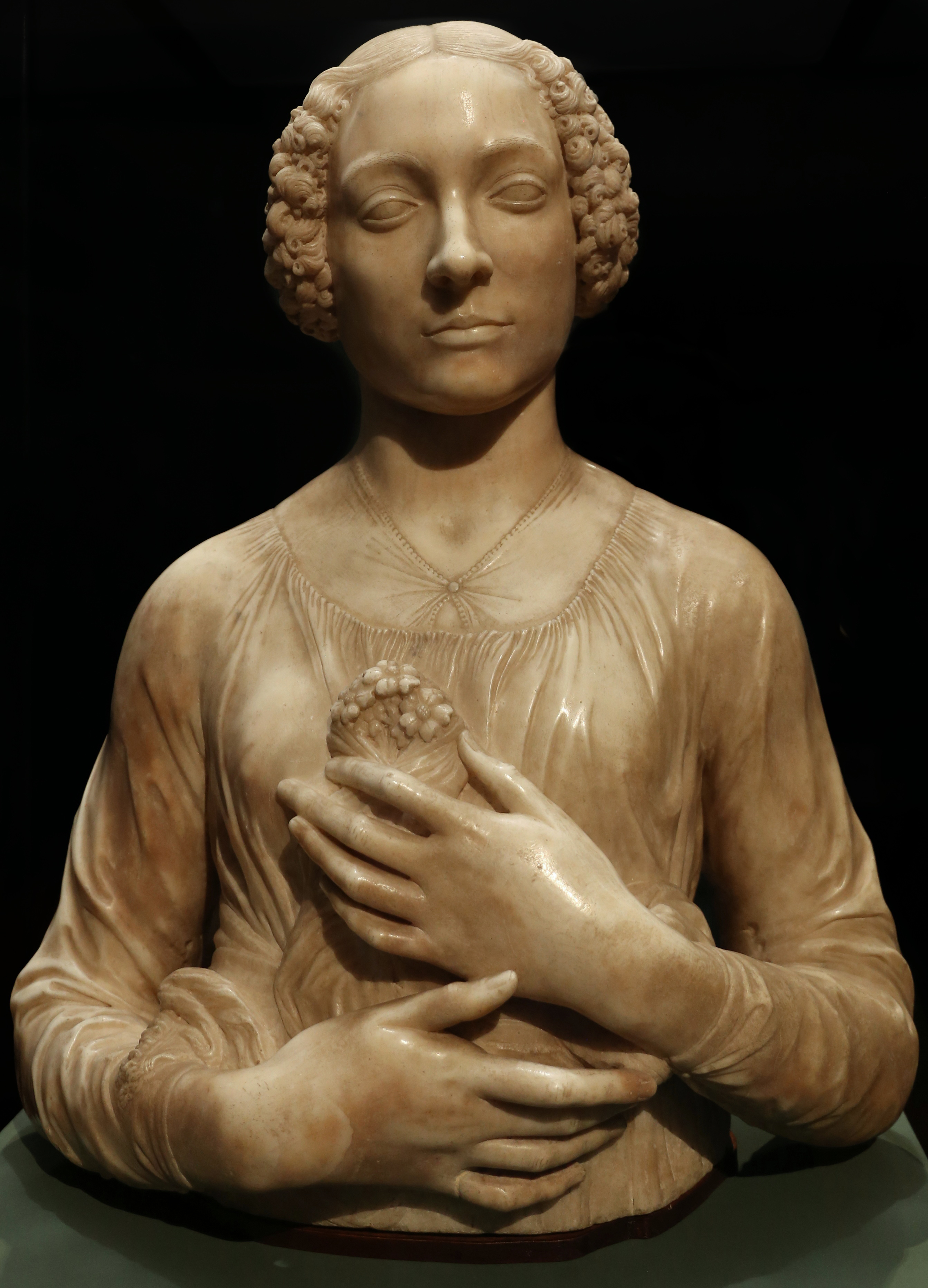
Andrea del Verrocchio, Dame mit Blumenstrauß, um 1475

- Die Skulptur Dama col mazzolino (Dame mit Blumenstrauß) von Andrea del Verrocchio stellt möglicherweise Lucrezia Donati dar.[4][5]

- Das Gemälde Fortezza (Tapferkeit) von Sandro Botticelli aus dem Jahr 1470 ist vermutlich von ihr inspiriert.[6]

### Roman
- Die spanische Literaturwissenschaftlerin und Gartenkünstlerin Emanuela Kretzulesco-Quaranta vertritt die Auffassung, der Inhalt des Romans Hypnerotomachia Poliphili sei von der unglücklichen Liebe Lorenzos zu Lucrezia Donati inspiriert worden.[7]

- In Kathleen McGowans Roman Das Magdalena-Vermächtnis (Original: The Poet Prince), der sich um Lorenzo de’ Medici dreht, spielt Lucrezia Donati eine wichtige Rolle. Im Buch bleibt die Beziehung zwischen Lucrezia und Lorenzo nicht platonisch, sondern das Paar heiratet heimlich.[8]

### Film
- In der Fernsehserie Da Vinci’s Demons ist Lucrezia Donati, gespielt von Laura Haddock, eine der Hauptfiguren. Die Serie deutet eine geheime Beziehung zwischen ihr und Leonardo Da Vinci an.

- In der italienisch-britischen Fernsehserie Die Medici wird Lucrezia von der italienischen Schauspielerin Alessandra Mastronardi gespielt.